# Distrito de San Antón
San Antón es un distrito de la provincia de Azángaro en el departamento peruano de Puno, bajo la administración del Gobierno regional de Puno. En el año 2007 tenía una población de 9 145 habitantes y una densidad poblacional de 17,8 personas por km². Abarca un área total de 514,84 km².
Desde el punto de vista jerárquico de la Iglesia católica forma parte de la diócesis de Puno, sufragánea de la arquidiócesis de Arequipa.

## Geografía
San Antón se encuentra ubicado en las coordenadas 14°35′17″S 70°18′39″O / -14.58806, -70.31083. Según el INEI, San Antón tiene una superficie total de 514,84 km². Este distrito se encuentra situado en el noreste de la provincia de Azángaro, en la zona norte del departamento de Puno y en la parte sur del territorio peruano. Su capital San Antón halla a una altitud de 3971 m s. n. m.. 
| Noroeste: distrito de Antauta | Norte: distrito de Potoni          | Noreste: distrito de Potoni            |
| Oeste: distrito de Antauta    |                                    | Este: distrito de San José             |
| Suroeste distrito de Asillo   | Sur: distrito de Asillo (Azángaro) | Sureste: distrito de Asillo y San José |

## Demografía
Según el censo peruano de 2007, había 9145 personas residiendo en San Antón. La densidad de población era 17,8 hab./km².
El distrito está dividido en 24 comunidades campesinas y 2 centros poblados.

## Historia
San Antón fue creado por el Mariscal Ramón Castilla y Marquesado, entonces presidente provisional de la República por un Decreto Supremo el 2 de mayo de 1854, el mismo que reorganizaba la entonces defectuosa demarcación del territorio del departamento de Puno.

### Época preincaica
El territorio de San Antón fue poblado anteriormente a la difusuón del Tahuantinsuyo y su apogeo se produjo en la antigüedad, tal es el hecho de la existencia de varios sitios arqueológicos: las ruinas de Pucará, ubicadas en la comunidad de Lacayparque, que incluyen un conjunto de chullpas; las ruinas del cerro Aymarachi y el Inampu, este último a una altura considerable, desde donde se puede apreciar una ciudadela con sus calles y viviendas no concluidas, situada en el noroeste de la capital del distrito; las ruinas de Santa María Chullpas que al igual que en Ticani, se puede apreciar fortalezas antiguas.

### Época incaica
San Antón fue absorbido dentro de los dominios del imperio incaico, un vestigio de ello es la predominancia del quechua sobre el aimara en esta región.

### Época colonial
Durante este periodo, los españoles convirtierón a san Antón a sus dominios y es así que un 12 de enero de 1784, en un documento de la época, se refiere a Polonia Fernández Hidalgo, mujer legítima de don Basilio Catacora, con el título de cacique-gobernadora del pueblo de San Jerónimo de Asillo y sus ocho ayllus de Sillota, Jila, Anoravi, Chana y Collana, dejando para San Antón de Huanacomayo los ayllus de Sullca, Collana, Jila, Supira y Kolla Supira.

### Época de la emancipación
San Antón participó en la revolución de José Gabriel Condorcanqui en 1780, dirigido por los caciques Melchor Salguero y Vicente Pacha Cayo, miembros de las huestes libertarias del general Pedro Vilcapaza. Los caciques de San Antón pertenecían al aillu Jila supira (actual comunidad de Bajo Chilluma), tal como aparece en los edictos circulares, que enviara desde Tungasuca el jefe de la revolución, con fechas del 17 de noviembre al 23 de diciembre de 1780, dirigidas a los habitantes de las provincias de Carabaya, Lampa, Azángaro y otros que se enrolaron en la causa de la revolución.
En el año de 1811, en un documento fechado el 22 de noviembre y firmado por el brigadier Mateo Pumacahua, se indica que los habitantes de San Antón estuvieron presentes en esta gesta histórica, encabezados por don Pablo Salguero entre otros.

### Época republicana
Este periodo se inicia con su creación política por el mariscal Ramón Castilla, el 2 de mayo de 1854 y se extiende hasta la actualidad.

## Rebeliones campesinas

### El levantamiento de Teodomiro Cuevas
Ante el abuso y el estado de opresión del campesinado que reinaba allí por los años de 1915, por parte de los dueños de las haciendas en el ámbito del departamento de Puno siguiendo la corriente impuesto en el siglo XVIII, donde aún persistía el tributo y el respeto a los derechos humanos aparece la figura del mayor de caballería Teodomiro Gutiérrez Cuevas, personaje central de esta acción de armas allí por los años de 1903, conoció de cerca el trato que se daba al campesinado, cuando desempeñaba el cargo de subprefecto de chuchito del que fue sustituido por intrigas de los terratenientes desde la cámara de representantes de la capital. Luego de ser destituido viajó a chile y argentina, reapareciendo nuevamente en el año de 1913 en el gobierno de Guillermo Billingursth, quien lo nombró comisionado especial de los sucesos de Samán, recurriendo los distritos de Arapa, Caminaca, Achaya; donde recogió minuciosos informes del campesinado, lo que fue presentado en la capital de la república.
La presencia de Teodomiro Gutiérrez cuevas en el distrito de San Antón, es el 30 de octubre de 1913, donde fue atacado por empleados de Bernardino Echenique, quienes armados de carabinas y revólveres atacaron entre los 9 y 13 de agosto de 1912, con la finalidad de saquear las viviendas y con la finalidad de saquear las viviendas y con la finalidad de anexar a la hacienda de la Unión.
Con el antecedente del distrito de San José, San Antón impidió este acto condenable de anexar a un pueblo a una hacienda. Gutiérrez Cuevas hizo estos informes al presidente Billingursth, la misma que no surtió sus afectos debido al derrocamiento del presidente en un golpe militar el 14 de febrero de 1914.
Luego de asilarse en chile retorno vía puno en forma secreta, ya que por medio estuvo buscando a cualquier precio, posteriormente asumió en forma personal e independientemente al movimiento de la masa campesina que años más tarde lo hizo famoso. El de llamarle RUMI MAKI (mano de piedra) constituyó directamente a la parcialidad de japutira del distrito de San Antón, donde se estableció su centro de operaciones en las carpadas faldas del CANI, hoy comunidad de soratira y no en Inampu tal como dicen algunos relatos de la historia desde San Antón se había efectuado.
Nombramientos de algunos cabecillas en todo el departamento de Puno, punto donde se inicia rebelión en la parcialidad de sillota del distrito de Asillo, en primera instancia atacar la hacienda de Atarani, marchando luego a la hacienda San José, luego donde se encontraban concentrados los familiares y allegados de Arias Echenique, donde por desgracia del destino el ataque de los rebeldes fue frustrado, a consecuencia de la indisciplina y el alcoholismo reinante en los rebeldes, quienes le tendieron una trampa en base al alcohol y productos alimenticios los mismos que hicieron estragos de lo que aprovecharon las huestes de la hacienda para utilizar sus armas de fuego y acabar cruentamente con los atacantes con cuantiosos muertos. Entre los más destacados hombres de San Antón, murieron José María Turpo, Raymundo Sucapuca, Vicente Zea, Francisco Quispe, Melchor Condori, Alejandro Gonzales, Félix Madani entre otros.
Rumi maki, después de la derrota se dirigió a la parcialidad de sillota, junto con su lugar teniente Casimiro Huaracha, para luego refugiarse en el distrito de Santiago de Pupuja, posteriormente dirigirse a huancane y de ahí para Arequipa, donde ha sido detenido por orden del prefecto Zapata, en el año de 1917 para poner a disposición del fuero privativo militar, donde se le instauró un proceso judicial, por traición a la patria y ataque a la propiedad privada, encarcelado y de ahí desapareciendo en forma misteriosa.

## Autoridades

### Municipales
- 2019 - 2022[3]
  - Alcalde: Víctor Manuel Mita Barrionuevo, de Gestionando Obras y Oportunidades con Liderazgo.
  - Regidores:

  1. Jesús Evaristo Quispe Narbáes (Gestionando Obras y Oportunidades con Liderazgo)
  2. Rafael Crispiniano Taccora Pacha (Gestionando Obras y Oportunidades con Liderazgo)
  3. Silvia Leonardo Quispe (Gestionando Obras y Oportunidades con Liderazgo)
  4. Reynaldo Silvestre Cutipa García (Gestionando Obras y Oportunidades con Liderazgo)
  5. Raúl Emilio Chinoapaza Sucapuca (Movimiento de Integración por el Desarrollo Regional (Mi Casita))
- 2023 - 2026
  - Alcalde: Marco Antonio Mamani Luna (Por las Comunidades Fuente de Integración Andina de Puno - Confía - Puno)
  - Regidores:
    1. Gilber Froilan Ccallo Alata (Por las Comunidades Fuente de Integración Andina de Puno - Confía - Puno)
    2. Guina Milagros Vilca Mamani (Por las Comunidades Fuente de Integración Andina de Puno - Confía - Puno)
    3. David Chua Quispe (Por las Comunidades Fuente de Integración Andina de Puno - Confía - Puno)
    4. Guecila Lluecho Mamani (Por las Comunidades Fuente de Integración Andina de Puno - Confía - Puno)
    5. Melquiades Huaricallo Nina (Reforma y Honradez por más Obras)

### Policiales
- Comisario:  PNP

## Atractivos turísticos
- TEMPLO DE SAN ANTONIO ABAD

Se encuentra ubicado en el pueblo colonial a una distancia de 1 km de la actual ubicación. El templo de San Antonio de Abad, su fachada es de estilo barroco collavino su estructura es en forma de cruz latina con contra fuentes, coronada con una cúpula donde las imágenes son plasmadas en solo plano su construcción inicia en el año de 1740 y concluye en el año de 1808, en la parte superior central encontramos la imagen de cristo rey, 02 sirenas, dos leones, diversidad de gráficos en alto relieve. Se observa 02 torres construidos de dos cuerpos la izquierda con 04 vientos, 03 campanas y el de la derecha con 04 vientos con 01 campana, ambas finalizando de forma de cúpula adornados con torreones de diferentes tamaños.
En su interior tiene un estilo neoclásico al fondo encontramos el altar mayor con sus columnas corintias en la parte superior encontramos la Urna en la parte central una urna de puerta corrediza en la que se encontraría la custodia. Adornada con pan de oro en las alas izquierdo y derecho encontramos dos retablos medianos. Por otro lado encontramos el púlpito y a los contornos observamos diferentes alturas que adornan la nave central.
- FUNDO ARQUEOLÓGICO FUNDO SANTA MARÍA.

Se encuentran situadas en el fundo Santa María, sector Ayahuasi a 400 m del lado izquierdo de la carretera asfaltada —interoceánica tramo Azángaro a Macusani, km 108+500—. Sobre un promontorio de rocas aproximado 80 m se encuentran 32 chullpas de especial manufactura, la mayoría se encuentran distribuidas por efectos de las inclemencias climatológicas, son chullpas de planta circular elaboradas con piedra sin trabajar, en algunas las primeras hiladas están unidad con argamasa de barro en capas muy delgadas con una puerta orientada al este o a la salida del sol. El sitio se encuentra rodeado del cerro Apu Trincherani donde obsérvanos andenes, murallas, canales de riego, miradores uno de ellos cuenta con un orificio en la parte del medio, entierros pre incas adosados a la roca con pircados de piedra recubiertos con arcilla con presencia de restos óseos, presencia de restos de cerámica.
- AGUAS TERMOMEDICINALES DE QUILCA.

Se encuentra ubicada hacia el noreste del distrito a 10 km siguiendo la carretera interoceánica en el km 122 dicho manantial ubicada a orillas del río Carabaya que en tiempos de lluvia cuando aumenta el caudal es cubierta en su totalidad. En la actualidad está a cargo de los propietarios familia Huaricallo Chaucha, que dicho recurso el traslado a un reservorio a base a una motobomba para luego ser distribuido a las 08 posas. Lo impresionante que en el mismo lugar se observa un criadero de truchas donde el visitante pueda deleitar deliciosos platos sobre la base de trucha. Según los pobladores cuentan que dicho manantial es custodiado por un soldado de piedra a las faldas del cerro Quisllampo.
En el mismo lugar encontramos imponentes puyas de Raymondi, planta en extinción encontrada en el Perú por Antonio Raymondy, naturalista y geógrafo Italiano; Estas reservas ecológicas se observa en las faldas del cerro Quisllampo.

### Festividades
También se celebran diversas actividades festivas, de las que se destacan las siguientes:
| Enero            | Febrero  | Mayo       | Junio             | Agosto                    | Noviembre        | Diciembre                  |
| ---------------- | -------- | ---------- | ----------------- | ------------------------- | ---------------- | -------------------------- |
| 17               | febrero  | 3          | 24                | 15                        | 1                | 25                         |
| San Antonio Abad | Carnaval | Santa Cruz | Día del campesino | Pacuhuta La mamita Asunta | Todos los Santos | Navidad fiesta en chilluma |

### Fiesta patronal de San Antonio Abad
Una de las principales fiestas del distrito es precisamente la que se celebra el 17 de enero de cada año, con motivo de rendirle homenaje a San Antonio Abad, santo patrón que es venerado por toda la población en general, y que tiene una duración de siete días, iniciándose las mismas, el día 16, con la entrada de Ceras, siendo su día central el 17, donde se puede observar una gran concentración humana sin distinción de clases sociales, que depositan al pie del santo patrón los cirios como ofrenda de los de votos de sus feligreses, además de diversas ofrendas florares con las cuales rinden veneración a este santo que en su iconografía particular de este templo viene acompañado de un pequeño jabalí.
El día 18, se realiza la clásica carrera de caballos, todos ellos provenientes de sus campos y comunidades. Cada uno de los participantes, hace una demostración de las habilidades como jinete. Todos ellos son llevados a la ceremonia por cargo de sus autoridades comunales, como una forma de dar a la ceremonia equina, un interesante aire de la época colonial.
Siendo los siguientes 3 días a usanza española, días de corridas de toros, con la peculiar forma de preparar el campo toril con palcos preparados por la misma población y adornados según su criterio con mantos de diversos colores y adornos que hacen festiva la zona.
En el día central de la fiesta del santo patrón, la celebración llega a su clímax. iniciándose con la solemne misa para luego partir en procesión del santo en su imponente anda, cargado en hombros para efectuar su recorrido al compás de las notas musicales de las bandas de músicos; en cada sitio donde para la procesión, se orar y se dan gracias por los beneficios recibidos durante el año. Cabe destacar, que en la actualidad, existen ferias de juegos recreativos que llegan de otras zonas.

### Gastronomía
- Chaqmay caldo
- Mazamorra de quinua
- Qanqachu —Asado de cordero—
- T´impu
- chupe de olluco
- phiri

## Monumentos y lugares de interés

### Templo colonial
Es una iglesia de época colonial, y se encuentra en el barrio antiguo, junto a otras construcciones de la época, en el que se puede apreciar lo mejor del estilo barroco, al igual que en los templos de la ciudad del Cusco.
Es una obra que se considera muy antigua y fue construida por los españoles con las riquezas extraídas de los yacimientos mineros y de la gran producción pecuaria con la que contaba y cuenta el distrito en la actualidad.
Años más tarde, en 1977-1979 ha sido restaurada gracias a quienes se encontraban al frente de ella, destacando entre ellos a uno de los párrocos que mayor trabajo llevó a cabo y que fue el padre Dengen.
Este arte colonial debe merecer una mayor atención, por parte de las autoridades, para su conservación y para buscar mayores partidas económicas para que este monumento sea de lo mejor conservado de la zona, y buscar también su declaración como Patrimonio cultural histórico ya que se ha registrado en los padrones nacionales, y por consiguiente se puede convertir en una gran atracción turística, que puede generar rentas propias para su propia conservación en el futuro.
- Ruinas de santa María
- Aguas termales de Kilka
- Ciudadela de Inampu